# Шутов, Фёдор Андреевич
Фёдор Андре́евич Шу́тов (род. 10 февраля 1986, Устинов) — российский легкоатлет, специалист по бегу на длинные дистанции и марафону. Выступает на профессиональном уровне с 2004 года, чемпион России в марафоне и полумарафоне, призёр ряда крупных забегов на шоссе, участник чемпионата мира в Дохе. Представлял Удмуртию и Москву. Мастер спорта России международного класса.

## Биография
Фёдор Шутов родился 10 февраля 1986 года в Ижевске, Удмуртия. Окончил Ижевский государственный технический университет (2008).
Занимался лёгкой атлетикой под руководством своего отца Андрея Степановича Шутова, тренировался в Центре олимпийской подготовки в Москве у заслуженного тренера России Юрия Семёновича Куканова.
Впервые заявил о себе на международном уровне в сезоне 2004 года, когда вошёл в состав российской национальной сборной и выступил в забеге юниоров на чемпионате Европы по кроссу в Херингсдорфе — россияне тогда заняли первое место в командном зачёте, но результат Шутова не пошёл в зачёт.
В 2008 году стал шестым в беге на 10 000 метров на чемпионате России в Казани, показал шестой результат на XI Новосибирском полумарафоне памяти Александра Раевича.
В 2009 году занял седьмое место в дисциплине 5000 метров на зимнем чемпионате России в Москве и восьмое место в дисциплине 10 000 метров на летнем чемпионате России в Чебоксарах.
В 2010 году бежал 5000 метров на зимнем чемпионате России в Москве и на летнем чемпионате России в Саранске.
Впервые попробовал себя на марафонской дистанции в сезоне 2011 года — с результатом 2:15.46 завоевал серебряную медаль на чемпионате России в Москве.
В 2012 году с результатом 2:12:09 выиграл чемпионат России по марафону в Москве, прошедший в рамках Московского международного марафона мира.
В 2013 году стал седьмым на чемпионате России по марафону в Москве (2:21.17) и на Осакском марафоне (2:22.06).
В 2014 году занял седьмое место на марафоне памяти Бориса Гришаева в Волгограде (2:21.25), одержал победу на чемпионате России по полумарафону в Уфе (1:04.02).
В 2015 году с результатом 2:15.38 выиграл бронзовую медаль на чемпионате России по марафону в Казани, прошедшем в рамках Казанского марафона, был шестым в марафоне на Всемирных военных играх в Мунгёне (2:18.02).
В 2016 году на чемпионате России по марафону в Волгограде превзошёл всех соперников и получил золото, установив при этом свой личный рекорд — 2:11.26 (лучший результат в истории чемпионата). Позже добавил в послужной список победу на чемпионате России по полумарафону в Ярославле, где так же отметился личным рекордом — 1:03.27. Завершил сезон выступлением на Московском марафоне — с результатом 2:14.33 финишировал здесь вторым.
В 2017 году был вторым на полумарафоне в Сочи (1:04.38), пятым на чемпионате России по марафону в Волгограде (2:17.28), третьим в забеге на 10 км в рамках марафона «Белые ночи», вторым на Московском марафоне (2:18.10).
В 2018 году помимо прочего финишировал восьмым на Дублинском марафоне (2:16.48).
В 2019 году занял четвёртое место на Дюссельдорфском марафоне (2:14.19), сошёл с дистанции на Московском марафоне, финишировал на восьмой позиции в полумарафоне в рамках Томского международного марафона «Ярче!» (1:06.55). Выполнив квалификационный норматив, удостоился права защищать честь страны на чемпионате мира в Дохе — в программе марафона показал результат 2:18.58, расположившись в итоговом протоколе соревнований на 35-й строке. Также в этом сезоне выиграл полумарафон в португальском городе Портиман.
В 2020 году был девятым на Московском полумарафоне (1:06.54) и пятым на Московском марафоне (2:21.53), с результатом 2:15.06 стал серебряным призёром на чемпионате России по марафону в Сочи, уступив на финише Юрию Чечуну.
За выдающиеся спортивные достижения удостоен почётного звания «Мастер спорта России международного класса».